# C/1997 L1 (Zhu-Balam)
C/1997 L1 (Zhu-Balam) est une comète à longue période identifiée pour la première fois par David D. Balam le 8 juin 1997 et photographiée à l'origine par Jin Zhu (en) le 3 juin 1997,. La comète a un diamètre estimé à 10 kilomètres et une période d’environ 36 800 ans.
Compte tenu de l'excentricité orbitale de cet objet, différentes époques peuvent générer des solutions héliocentriques à deux corps non perturbées parfaitement adaptées pour la distance à l'aphélie de cet objet. Pour les objets ayant une excentricité aussi élevée, les coordonnées barycentriques sont plus stables que les coordonnées héliocentriques. En utilisant JPL Horizons, les éléments orbitaux barycentriques de l'époque 2015-Jan-01 génèrent un demi-grand axe de 1100 ua et une période d’environ 36 800 ans.